# Halfeti
Halfeti là một huyện thuộc tỉnh Şanlıurfa, Thổ Nhĩ Kỳ. Huyện có diện tích 643 km² và dân số thời điểm năm 2007 là 40800 người, mật độ 63 người/km².
Ngôi làng này nổi tiếng với hoa hồng đen - loài hoa độc nhất trên thế giới. Hồng đen thường chỉ phát triển trong mùa hè với số lượng rất nhỏ, và chỉ mọc ở làng Halfeti ở Thổ Nhĩ Kỳ. Nhờ có điều kiện đất thuận lợi nhất vùng và nồng độ pH thích hợp của đất ngầm (thấm từ sông Euphrates), những bông hồng này mới có được màu đen huyền bí.